# Stealthspel
Stealthspel, eller smygspel, är en spelgenre som skapades i samband med spelet Castle Wolfenstein som släpptes till Commodore 64. Men genren blev inte känd förrän Metal Gear släpptes till MSX på 1980-talet. Stealthspel är inte att förväxla med förstapersonsskjutare som ofta går ut på att konfrontera fiender. Istället handlar stealthspel om att ta sig igenom spel genom att smyga sig fram, spara på sin ammunition och undvika konflikter. Exempel på spel är Thief, Metal Gear Solid, Hitman och Splinter Cell.